# Episodi di Legion (seconda stagione)
La seconda stagione della serie televisiva Legion, composta da undici episodi, è stata trasmessa in prima visione assoluta negli Stati Uniti d'America dall'emittente FX dal 3 aprile al 12 giugno 2018.
In Italia, la stagione è andata in onda in prima visione satellitare su Fox, canale a pagamento della piattaforma Sky, dal 4 aprile al 13 giugno 2018, proposta il giorno seguente la messa in onda originale.
| nº | Titolo originale | Titolo italiano        | Prima TV USA   | Prima TV Italia |
| -- | ---------------- | ---------------------- | -------------- | --------------- |
| 1  | Chapter 9        | Divisione Tre          | 3 aprile 2018  | 4 aprile 2018   |
| 2  | Chapter 10       | Universo soggettivo    | 10 aprile 2018 | 11 aprile 2018  |
| 3  | Chapter 11       | Contagio               | 17 aprile 2018 | 18 aprile 2018  |
| 4  | Chapter 12       | Brucia con me          | 24 aprile 2018 | 25 aprile 2018  |
| 5  | Chapter 13       | Corpi                  | 1º maggio 2018 | 2 maggio 2018   |
| 6  | Chapter 14       | Realtà parallele       | 8 maggio 2018  | 9 maggio 2018   |
| 7  | Chapter 15       | Il mostro              | 15 maggio 2018 | 16 maggio 2018  |
| 8  | Chapter 16       | La caverna delle ombre | 22 maggio 2018 | 23 maggio 2018  |
| 9  | Chapter 17       | Octopus luminoso       | 29 maggio 2018 | 30 maggio 2018  |
| 10 | Chapter 18       | Eroi e cattivi         | 5 giugno 2018  | 6 giugno 2018   |
| 11 | Chapter 19       | Il processo            | 12 giugno 2018 | 13 giugno 2018  |

## Divisione Tre
- Titolo originale: Chapter 9
- Diretto da: Tim Mielants
- Scritto da: Noah Hawley e Nathaniel Halpern

### Trama
Dopo un lungo periodo di assenza, David viene ritrovato in circostanze misteriose e portato in una struttura governativa chiamata Divisione 3. Qui scopre che le alleanze sono cambiate: i suoi vecchi nemici ora collaborano con i suoi amici per affrontare una minaccia comune. Ma nulla è come sembra. Nel frattempo, il resto della squadra cerca di capire cosa sia successo a David durante la sua assenza. Le sue condizioni mentali sembrano stabili, ma le visioni che lo tormentano suggeriscono che qualcosa di profondo e oscuro si è insinuato nella sua mente. Lenny Busker, figura ambigua e inquietante, riappare in circostanze misteriose, insinuandosi tra i personaggi con il suo solito fascino disturbante. La sua presenza solleva dubbi: è davvero libera o è ancora sotto l’influenza del Re delle Ombre?

## Universo soggettivo
- Titolo originale: Chapter 10
- Diretto da: Ana Lily Amirpour
- Scritto da: Noah Hawley e Nathaniel Halpern

### Trama
David Haller, ancora scosso dal tempo perduto e dalle visioni che lo tormentano, si ritrova immerso in una realtà che sembra piegarsi alla sua mente. La Divisione 3 lo coinvolge nella caccia al corpo originale del Re delle Ombre, ma la missione si complica quando iniziano a manifestarsi strani comportamenti tra gli agenti. Nel frattempo, Syd cerca di comprendere il cambiamento in David, mentre Lenny continua a essere una presenza ambigua e inquietante. Le visioni si intensificano, e David riceve nuovi messaggi da una misteriosa entità che lo guida verso il suo obiettivo.

## Contagio
- Titolo originale: Chapter 11
- Diretto da: Sarah Adina Smith
- Scritto da: Noah Hawley e Nathaniel Halpern

### Trama
Un misterioso disturbo mentale si diffonde tra gli agenti della Divisione 3, lasciandoli in uno stato catatonico e inquietante. David e il suo gruppo cercano di capire l’origine di questo “contagio”, che sembra colpire la coscienza più che il corpo.
Nel frattempo, David continua a ricevere visioni e messaggi da una figura enigmatica che lo guida nella sua missione segreta. Le sue capacità mentali si intensificano, ma anche la sua confusione: ciò che vede potrebbe essere reale… o una proiezione della sua mente.

## Brucia con me
- Titolo originale: Chapter 12
- Diretto da: Ellen Kuras
- Scritto da: Noah Hawley e Nathaniel Halpern

### Trama
David Haller prosegue la sua missione segreta, ma le visioni che lo tormentano si fanno sempre più intense e criptiche. L’episodio si apre con un’atmosfera cupa e disturbante: qualcosa sta cambiando, dentro e fuori la mente di David. Il Re delle Ombre continua a muoversi nell’ombra, e la Divisione 3 si ritrova a fronteggiare una minaccia che sembra sfuggire a ogni logica.
Nel frattempo, le relazioni tra i membri del gruppo si complicano. Syd è sempre più coinvolta emotivamente, ma anche più confusa. Cary e Kerry affrontano una nuova dinamica che mette alla prova il loro legame simbiotico. E Lenny, come sempre, aleggia tra il reale e l’illusorio.

## Corpi
- Titolo originale: Chapter 13
- Diretto da: Tim Mielants
- Scritto da: Noah Hawley e Nathaniel Halpern

### Trama
David è tormentato da visioni di sé stesso in versioni alternative, e il Re delle Ombre continua a manipolare la percezione del tempo e dello spazio. La Divisione 3 cerca di decifrare il comportamento del nemico, ma ogni indizio sembra portare a un enigma più profondo.
Nel frattempo, Syd affronta una crisi personale, mentre Lenny sembra essere tornata... ma in che forma?
Il gruppo cerca di capire se il Re delle Ombre stia già influenzando qualcuno dall’interno.

## Realtà parallele
- Titolo originale: Chapter 14
- Diretto da: John Cameron
- Scritto da: Noah Hawley

### Trama
David Haller si sdoppia, si moltiplica, si reinventa. Abbandona la linearità della sua esistenza per immergersi in un caleidoscopio di vite alternative: cosa sarebbe successo se David avesse preso una strada diversa? Se non fosse mai stato ricoverato? Se avesse scelto l’amore, la solitudine, il potere?
Ogni versione di David vive in un mondo distinto, con regole proprie e una diversa traiettoria emotiva. Alcuni sono tragici, altri inquietanti, altri ancora quasi comici. Ma tutti condividono un senso di perdita, di ricerca, di identità frammentata.
Il Re delle Ombre non è il protagonista, ma la sua presenza aleggia come un’ombra sottile, insinuandosi tra le pieghe delle realtà. Syd, Lenny, e gli altri compaiono come riflessi, come echi, come possibilità.

## Il mostro
- Titolo originale: Chapter 15
- Diretto da: Charlie McDowell
- Scritto da: Noah Hawley e Nathaniel Halpern

### Trama
La linea per cui David possa essere una vittima o il carnefice si fa sempre più sottile. Dopo il viaggio nelle realtà alternative, David torna al presente, ma qualcosa è cambiato. La sua coscienza è più frammentata, più instabile, e il Re delle Ombre continua a insinuarsi nei suoi pensieri.
La Divisione 3 è in allerta: il nemico sembra ovunque e da nessuna parte. Syd osserva David con crescente inquietudine, mentre Lenny, tornata in carne e ossa, si comporta in modo sempre più ambiguo. Cary e Kerry affrontano una nuova minaccia che mette alla prova la loro simbiosi.

## La caverna delle ombre
- Titolo originale: Chapter 16
- Diretto da: Jeremy Webb
- Scritto da: Noah Hawley e Jordan Crair

### Trama
David Haller si addentra in un territorio mentale sempre più oscuro e instabile. Le ombre che lo tormentano non sono solo illusioni, ma frammenti di verità che ha cercato di ignorare.
Il Re delle Ombre intensifica la sua manipolazione, e la Divisione 3 si ritrova impotente di fronte a un nemico che agisce dentro le menti. Syd cerca di raggiungere David, ma lui è sempre più distante, più chiuso, più pericoloso.
Lenny è tornata in vita in circostanze misteriose e gioca un ruolo ambiguo: è alleata o pedina?
Cary e Kerry affrontano una nuova minaccia che li costringe a separarsi e il senso di disgregazione si estende a tutto il gruppo.

## Octopus luminoso
- Titolo originale: Chapter 17
- Diretto da: Noah Hawley
- Scritto da: Noah Hawley e Nathaniel Halpern

### Trama
David Haller si ritrova faccia a faccia con una creatura enigmatica: un gigantesco polipo parlante, che sembra incarnare una coscienza superiore o forse una proiezione della sua mente. Il confine tra allucinazione e realtà si dissolve completamente.
Il Re delle Ombre continua a tessere la sua rete, ma David non è più solo una pedina: ora è anche giocatore. Tuttavia, il suo comportamento diventa sempre più imprevedibile, e la Divisione 3 inizia a temere che il vero nemico sia proprio lui.
Syd cerca di mantenere un contatto emotivo con David, ma il loro legame è messo alla prova da segreti, visioni e verità taciute. Lenny, sempre più inquietante, sembra sapere più di quanto dica. Cary e Kerry affrontano una nuova minaccia che li costringe a rivedere il loro ruolo nella squadra.

## Eroi e cattivi
- Titolo originale: Chapter 18
- Diretto da: Dana Gonzales
- Scritto da: Noah Hawley e Nathaniel Halpern

### Trama
David Haller e il Re delle Ombre sono allo scontro finale ma David non ha risolto un conflitto che lo divora dall'interno.
Adesso tutto si mescola. Chi è l’eroe? Chi è il cattivo? Cosa succede quando i ruoli si confondono?
David, sempre più potente e instabile, prende decisioni che spaventano anche i suoi alleati. Syd, combattuta tra amore e paura, cerca di fermarlo prima che sia troppo tardi. Lenny, ormai libera da ogni vincolo, gioca la sua partita personale, mentre la Divisione 3 si prepara a un confronto che potrebbe cambiare tutto.

## Il processo
- Titolo originale: Chapter 19
- Diretto da: Keith Gordon
- Scritto da: Noah Hawley

### Trama
David Haller non è più il giovane mutante in cerca di risposte: è diventato qualcosa di più oscuro, più potente, e forse più pericoloso. Dentro di lui si apre con un vero e proprio tribunale mentale, dove viene chiamato a rispondere delle sue azioni.
Syd, ormai consapevole della deriva di David, prende posizione contro di lui. Il Re delle Ombre, pur indebolito, continua a manipolare gli eventi, ma il vero conflitto è ormai interno: David contro sé stesso. Il processo darà sentenza del giudizio morale, della responsabilità, della perdita dell’innocenza.
Lenny, sempre ambigua, gioca un ruolo cruciale, mentre Cary e Kerry assistono impotenti alla disgregazione del gruppo. La Divisione 3 non è più un’istituzione: è uno specchio delle contraddizioni che attraversano ogni personaggio.